# 플라잉 파드레
플라잉 파드레(Flying Padre)는 미국에서 제작된 스탠리 큐브릭 감독의 1951년 다큐멘터리 영화이다. 스탠리 큐브릭이 감독한 2번째 영화이다. 이 영화는 9분 길이이며 큐브릭이 RKO 픽처스를 위한 자신의 첫 영화 시합날(1951년)을 완성한 직후 완성되었다.